# ESPN (América Latina)
A ESPN America Latina é um grupo de canais esportivos que transmite na América Latina, e não deve ser confundido com a ESPN Deportes, que é um outro canal que transmite nos Estados Unidos em língua castelhana. Alguns eventos que vão ao ar na ESPN América Latina não podem ir ao ar na ESPN Deportes e vice-versa. Isso ocorre pelo fato de que os direitos de transmissão de algumas competições pertencem a ESPN somente dentro dos EUA ou somente fora deles. Por ser um canal voltado ao público latino, a ESPN América Latina tende a preferir futebol e beisebol na programação ao invés de programas anglo-cêntricos.
A ESPN América Latina foi ao ar pela primeira vez em 1989. A rede transmite em espanhol; alguns dos programas são retransmissões ao vivo ou gravadas da ESPN, ESPN2 e ESPN Deportes dos EUA. Alguns desses programas incluem audio em inglês em SAP com comentaristas da transmissão original americana ou comentaristas que trabalham somente para a ESPN América Latina.
Como dito, ao contrário de suas irmãs dos EUA, a ESPN América Latina tem mais programas dirigidos ao futebol, com jogos da Liga dos Campeões da UEFA, de La Liga e da Serie A. Também retransmite o beisebol da Major League Baseball ao vivo com o ESPN Sunday Night Baseball, Home Run Derby, Jogo das Estrelas da MLB, Playoffs e a Série Mundial com Ernesto Jerez como narrador e Luiz Alfredo Álvarez, Fernando Álvarez e o ex-jogador porto-riquenho Candy Maldonado como comentaristas. A ESPN América Latina também produz duas versões locais do Sportscenter uma direta de Buenos Aires e outra, direto da Cidade do México.
A ESPN com o tempo adicionou canais regionais secundários para a América hispanófona nos últimos anos. A ESPN 2 Norte atende o México e América Central , enquanto a ESPN 2 Sur transmite para a região do América do Sul (Argentina, Bolívia, Chile, Colômbia, Equador, Paraguai, Peru , Uruguai e Venezuela). Em 2011, a ESPN lançou um terceiro canal, a ESPN3, que se divide em quatro segmentos: 3.0, dedicado aos esportes de ação, tanto de verão mas também de inverno, incluindo os esportes de aventura, surf e running; Compact, dedicado a exibir compactos de vários eventos esportivos transmitidos pela ESPN, Now, dedicado a exibir os principais eventos esportivos e programas ao vivo dedicados ao futebol europeu, ciclismo, boxe, etc., e Series, dedicado as melhores séries, documentários, filmes esportivos, esportes universitários e momentos dos jogos olímpicos e programas da ESPN. Em 2021 a Disney anunciou que ia lançar um quarto canal ESPN 4 que ia estrear em 1 de dezembro de 2021 depois da Disney ter adquirido Fox Sports Latinoamérica com excepção do Mexico.
O canal também está disponível em português para o Brasil, onde a ESPN também possui a ESPN (Brasil). Durante muito tempo a programação foi feita a partir de equipe localizada no quartel-general da ESPN em Connecticut, com alguns programas transmitidos em espanhol ou mesmo em inglês. Em 2005 ocorreu um grande processo de reformulação que fez com que as operações da divisão brasileira da ESPN América Latina fossem transferidas para São Paulo. Com isso, apenas dois narradores do time original foram mantidos: Luís Carlos Largo e Marco Antônio Rodrigues. Em 15 de dezembro de 2005 a rede passou a transmitir totalmente em português, salvo pelas edições do Sportscenter que ainda estão em inglês e espanhol.
O programa mais importante e conhecido da ESPN é o SportsCenter.

## Canais ESPN na América Latina (Exceto Brasil, Cuba e Haiti)

### ESPN
- Sinal 1: México
- Sinal 2: Costa Rica, El Salvador, Guatemala, Honduras, Nicaragua, Panamá e República Dominicana.
- Sinal 3: Argentina
- Sinal 4: Chile.
- Sinal 5: Colômbia, Equador  e Venezuela.
- Sinal 6: Peru, Bolívia, Paraguai e Uruguai

### ESPN 2
- Sinal 1: México
- Sinal 2: Costa Rica, El Salvador, Guatemala, Honduras, Nicaragua, Panamá e República Dominicana.
- Sinal 3: Argentina
- Sinal 4: Chile.
- Sinal 5: Colômbia, Equador  e Venezuela.
- Sinal 6: Peru, Bolívia, Paraguai e Uruguai

### ESPN 3
- Sinal 1: Costa Rica, El Salvador, Guatemala, Honduras, México, Nicaragua, Panamá e República Dominicana.
- Sinal 2: Argentina
- Sinal 3: Bolívia, Chile, Colômbia, Equador, Paraguai, Peru, Uruguai e Venezuela.

### ESPN 4
- Sinal 1: Costa Rica, El Salvador, Guatemala, Honduras,  Nicaragua, Panamá e República Dominicana.
- Sinal 2: Bolívia, Chile, Colômbia, Equador, Paraguai, Peru, Uruguai e Venezuela.

### ESPN Extra
- Sinal 1: Costa Rica, El Salvador, Guatemala, Honduras, México, Nicaragua, Panamá e República Dominicana.

- Sinal 2: Argentina, Bolívia, Chile, Colômbia, Equador, Paraguai, Peru, Uruguai e Venezuela.

### ESPN Premium
- Sinal 1: Argentina

## Transmissões

### Futebol
- UEFA Champions League[1] (Exceto para México)
- UEFA Europa League[1]
- UEFA Europa Conference League[1]
- Supercopa da UEFA[1] (Exceto para México)
- Liga Jovem da UEFA[1] (Exceto para México)
- Copa Libertadores da América[2]
- Copa Sul-Americana[2] (Exceto para México)
- Recopa Sul-Americana
- Premier League[2] (Só para a América do Sul)
- FA Women's Super League[2] (Só para a América do Sul)
- Football League Championship[2]
- La Liga[2] (Só para a América do Sul)
- Segunda Divisão Espanhola[2] (Só para a América do Sul)
- Serie A[2]
- Serie A Femenina[2]
- Bundesliga[2] (Só para a América do Sul)
- 2. Bundesliga (Só para a América do Sul)
- Ligue 1[2]
- Eredivisie[2]
- Jupiler Pro League[2]
- Scottish Premiership[2]
- Campeonato Turco de Futebol
- Campeonato Grego de Futebol – Primeiro Nível
- Copa da Inglaterra
- Copa da Inglaterra Feminina
- Copa da Liga Inglesa[2]
- EFL Trophy[2]
- Supercopa da Inglaterra
- Supercopa da Inglaterra Feminina
- Copa FA Juvenil
- Copa da Itália
- Copa da Itália Femenina
- Supercopa da Itália
- Supercopa da Itália Femenina
- Copa da Alemanha
- Supercopa da Alemanha (Só para a América do Sul)
- Supercopa da França
- Taça de Portugal
- Taça da Liga
- Supertaça Cândido de Oliveira
- Copa da Bélgica
- Supercopa da Bélgica
- Copa da Escócia
- Copa da Liga Escocesa
- Campeonato Europeu de Futebol Feminino
- Eliminatórias UEFA da Copa do Mundo FIFA (Exceto Mexico)
- Qualificações para o Campeonato Europeu de Futebol (Exceto Mexico)
- Liga das Nações da UEFA (Exceto Mexico)
- Campeonato Europeu de Futebol Sub-21
- Campeonato Europeu de Futebol Sub-19
- Campeonato Europeu de Futebol Sub-17
- Campeonato Europeu de Futebol Feminino Sub-19
- Campeonato Europeu de Futebol Feminino Sub-17
- Campeonato Europeu de Futebol Sala
- Liga dos Campeões de Futsal da UEFA
- Campeonato Europeu Feminino de Futebol Sala
- Campeonato Europeu de Futebol Sala Sub-19
- Campeonato Brasileiro de Futebol
- Campeonato Brasileiro de Futebol - Série B
- Campeonato Argentino[2]
- Supercopa Argentina (Exceto para Argentina)
- Campeonato Feminino da CONCACAF
- Eliminatórias CONCACAF da Copa do Mundo FIFA
- Liga das Nações da CONCACAF (Só para a América do Sul)
- Liga dos Campeões da CONCACAF (Exceto para México)
- Liga da CONCACAF (Exceto para México)
- Campeonato Sub-20 de la Concacaf (Exceto para México)
- Campeonato Sub-17 de la Concacaf
- Campeonato Femenino Sub-20 de la Concacaf (Só para América Central)III
- USL Championship
- USL League One
- Campeonato Mexicano[2] (Jogos do Atlético San Luis, Mazatlán e Puebla em casa)
- Campeonato Mexicano Femenino[2] (Jogos do Atlético San Luis e Mazatlán em casa)
- Liga de Expansión MX
- Campeonato Africano das Nações
- Eliminatórias CAF da Copa do Mundo FIFA
- Copa das Nações do Oeste Africano
- Liga dos Campeões da CAF
- Copa da Ásia de Futebol Feminino
- Eliminatórias AFC da Copa do Mundo FIFA
- Liga dos Campeões da AFC
- Copa da AFC
- Campeonato Asiático de Futebol Sub-23
- Campeonato Asiático de Futebol Sub-20
- Campeonato Asiático de Futsal
- Copa da Austrália de Futebol
- Torneio Internacional de Toulon
- Florida Cup
- International Champions Cup (Só para México e América Central)
- Copa Audi (Só para a América do Sul)

### Eventos Multiesportivos
- Special Olympics
- Jogos Mundiais
- Jogos Pan-Americanos (Só para México e América Central)
- Jogos da Commonwealth
- Jogos Centro-Americanos e do Caribe (Só para México e América Central)
- Jogos Parapan-Americanos
- Universiade
- Aurora Games

### Tenis[3]
- Australian Open
- Roland Garros
- Wimbledon
- U.S. Open
- ATP Finals
- ATP Masters 1000
- ATP 500
- ATP 250
- WTA Finals
- WTA 1000
- WTA 500
- WTA 250
- Next Generation ATP Finals
- Laver Cup
- Mubadala World Tennis Championship

### Badminton
- Thomas & Uber Cup
- BWF World Tour

### Basquete
- NBA
- WNBA
- Copa Intercontinental FIBA
- Liga Espanhola de Basquetebol
- Copa del Rey de Baloncesto
- Supercopa ACB
- Liga Africana de Basquetebol
- Basquete Universitário dos EUA
- NBA Summer League
- NBA Development League
- The Basketball Tournament

### Beisebol
- Major League Baseball[2]
- Liga Mexicana de Beisebol
- Little League World Series
- College baseball

### Boxe
- ESPN Knockout[2]

### Ciclismo[4]
- Tour de France
- Tour de France Femmes
- Vuelta a España
- Tour Down Under
- Paris-Nice
- Tour de Romandie (Só para a América do Sul)
- Critérium du Dauphiné
- Volta a San Juan
- Tour Colombia
- Volta à Flandres
- Paris-Roubaix
- Liège-Bastogne-Liège
- Omloop Het Nieuwsblad
- Gante-Wevelgem
- Através de Flandres
- Amstel Gold Race
- La Flèche Wallonne
- Scheldeprijs
- Flecha Brabanzona
- Paris–Tours
- Campeonato Mundial de Ciclismo en Ruta (Só para a América do Sul)
- Campeonato Mundial de Ciclismo en Pista (Só para a América do Sul)
- Campeonato Mundial de Ciclismo BMX (Só para a América do Sul)
- Campeonato Mundial de Ciclismo de Montaña
- UCI Cyclocross World Cup (Só para a América do Sul)

### Críquete
- Copa do Mundo de Críquete
- ICC World Cup Qualifier
- ICC World Twenty20
- ICC T20 World Cup Qualifier
- Under 19 Cricket World Cup
- Seleçao de Criquete de Australia

### Esportes de Ação
- X Games

### Esportes à Motor[2]
- Fórmula 1 (Exceto para México)
- Campeonato de Fórmula 2 da FIA (Exceto para México)
- Campeonato de Fórmula 3 da FIA (Exceto para México)
- MotoGP
- Moto2
- Moto3
- MotoE
- W Series
- Rali Dakar (Exceto para México)
- IndyCar
- Indy Lights Series
- Campeonato Mundial de Rali (Exceto para México)
- Campeonato Mundial de Endurance da FIA (Exceto para México)
- Porsche Supercup (Exceto para México)
- Extreme E
- Campeonato Mundial de Superbike (Exceto para México)
- AMA Supersport Championship

### Esportes Aquáticos
- Campeonato Mundial de Esportes Aquáticos
- Campeonato Mundial Júnior de Natação
- FINA Diving World Cup

### Esqui
- Campeonato Mundial de Esqui Alpino
- Copa do Mundo de Esqui Alpino
- Copa do Mundo de Esqui Cross-Country
- Copa do Mundo de Esqui estilo livre
- Copa do Mundo de Salto de Esqui
- Copa do Mundo de Combinado Nórdico
- Copa do Mundo de Snowboard

### Futebol Americano[2]
- National Football League
- Futebol americano universitário
- XFL

### Futebol Australiano[2]
- Australian Football League
- Australian Football League Feminina

### Golfe[5]
- The Masters
- PGA Championship
- U.S. Open
- The Open Championship
- PGA Tour
- PGA European Tour
- World Golf Championships
- Presidents Cup
- Ryder Cup
- U.S. Women's Open
- U.S. Senior Open e  U.S. Senior Women's Open
- Women's British Open
- Senior Open
- Senior PGA Championship
- Augusta National Women's Amateur
- U.S. Senior Women's Open
- U.S. Women's Amateur
- Latin America Amateur Championship
- Asia Pacific Amateur Championship
- Asia Pacific Amateur Championship Feminino

### Handball
- Campeonato Europeu de Handebol Masculino
- Campeonato Europeu de Handebol Feminino

### Hípica
- Kentucky Derby
- Preakness Stakes
- Belmont Stakes
- Pegasus World Cup
- Saudi Cup
- Copa Mundial de Dubái
- Grand National
- Derby de Epsom
- Royal Ascot
- Irish Derby
- King George VI and Queen Elizabeth Stakes
- Haskell Stakes
- Sussex Stakes
- International Stakes
- Irish Champion Stakes
- British Champions Day
- Breeders' Cup
- Melbourne Cup
- Bahrain International

### Hóquei no gelo
- NHL
- Swedish Hockey League

### Hóquei sobre a grama
- Copa do Mundo de Hóquei sobre a grama Feminino
- Copa do Mundo de Hóquei sobre a grama Masculino
- Liga Profissional de Hóquei sobre a grama Feminino
- Liga Profissional de Hóquei sobre a grama Masculino
- EuroHockey League
- Copa do Mundo de Hóquei sobre a grama Indoor Feminino
- Copa do Mundo de Hóquei sobre a grama Indoor Masculino

### Iatismo
- America's Cup
- America's Cup Qualifiers and Challenger Playoffs
- America's Cup World Series

### Maratona
- Maratona de Tóquio
- Maratona de Roterdã (Só para a América do Sul)
- Maratona de Boston
- Maratona de Londres
- Maratona de Estocolmo (Só para a América do Sul)
- Maratona de Berlim (Só para a América do Sul)
- Maratona de Chicago (Só para a América do Sul)
- Maratona de Amsterdam
- Maratona de Frankfurt (Só para a América do Sul)
- Maratona de Nova York (Só para a América do Sul)
- Maratona de Valencia

### Padel
- Premier Padel
- APT Padel Tour

### Patinaje no gelo
- World Short Track Speed Skating Championships
- Campeonato Europeo de Patinaje Artístico sobre Hielo
- Campeonato de los Cuatro Continentes de Patinaje Artístico sobre Hielo

### Polo
- Campeonato Argentino Abierto de Polo
- Campeonato Abierto de Hurlingham
- Campeonato Abierto del Tortugas Country Club
- U.S. Open
- Queen's Cup
- Copa Cámara de Diputados
- U.S.P.A Gold Cup
- Municipalidad del Pilar
- CW Whitney Cup
- East Coast Open
- Royal Windsor
- Coronation Cup
- Abierto de San Jorge
- Abierto Argentino Juvenil
- Torneo Metropolitano de Alto Handicap
- Copa Presidente
- World Polo League
- Copa de Las Naciones
- Abierto Argentino de Polo Femenino

### Rugby[6]
- Copa do Mundo de Rugby
- Copa do Mundo de Rugby Feminino
- Seis Nações
- The Rugby Championship[2]
- Super Rugby
- Liga dos Campeões de Râguebi
- Taça Challenge de Râguebi
- Top 14 (Só para a América do Sul)
- Premiership Rugby[2]
- Súper Liga Americana de Rugby
- United Rugby Championship
- Currie Cup
- National Provincial Championship
- Seis Nações Feminino
- Super Rugby Aupiki
- Farah Palmer Cup
- Campeonato Mundial de Rugby Juventude
- Americas Pacific Challenge
- Copa do Mundo de Rugby Sevens
- Série Mundial de Rugby Sevens (Só para a América do Sul)
- Série Mundial Feminina de Rugby Sevens (Só para a América do Sul)
- World Rugby Sevens Challenger Series (Só para a América do Sul)
- Top 12 de la URBA
- Torneio Nacional de Clubes
- Copa Chile
- Campeonato Uruguayo
- Test Matches

### Tenis de Mesa
- Campeonato Mundial por equipos de Tenis de Mesa
- World Table Tennis
- ITTF–ATTU Asian Cup
- ITTF World Youth Championships

### Voleibol
- Campeonato Mundial de Voleibol Feminino
- Campeonato Mundial de Voleibol Masculino
- Liga das Nações de Voleibol Feminino
- Liga das Nações de Voleibol Masculino
- Copa dos Campeões de Voleibol Feminino
- Copa dos Campeões de Voleibol Masculino
- Campeonato Mundial de Clubes de Voleibol Feminino
- Campeonato Mundial de Clubes de Voleibol Masculino
- Campeonato Mundial de Voleibol de Praia
- Liga Italiana
- Beach Pro Tour

### Esporte Universitario dos Estados Unidos
- National Collegiate Athletic Association

Entre outros eventos.